# مجلة زهرة الزيتون
مجلة زهرة الزيتون هي مجلة شهرية ورقية وإلكترونية في ألمانيا، تنشر باللغات الألمانية والعربية والكردية، تهتم بعموم القضايا التي تهم اللاجئين والمهاجرين من جهة وبالقضايا التي تهم المجتمع الألماني من جهة أخرى، كما تخصص على صفحاتها موادًا تدعم من خلالها ثقافة حقوق الإنسان.

## اهتمامات المجلة وموادها
تهتم المجلة بأقسامها المنوعة بكل ما يتعلق بالجاليات على اختلاف انتماءاتهم وعقائدهم الدينيّة والعرقيّة، وتركز المجلة على سبل التواصل بين المجتمعات، واحترام التعدديّة والديمقراطية، والمساواة بين الجميع دون تمييز باللون أو العرق أو حتى الميول الجنسية.
وحول محتوى العدد الأول قال مدير المجلة لموقع الاتحاد برس:” هناك مواد مختلفة، شارك في كتابتها العشرات من الأكاديميين والاعلاميين والنشطاء” وقاموا بتسليط الضوء على مجموعة قضايا، منها اندماج اللاجئين بالمجتمع الألماني، وأنواع الاقامات المتاحة في ألمانيا وشروط الحصول عليها، ومواد عن الكرد في ألمانيا، وعن رؤية الايزيديين لسوريا المستقبل. ومواضيع تتعلق بالمثلية الجنسية ورؤية المجتمع والدين للمثليين، وثقافة حقوق الإنسان، ودراسة عن مشاكل الطلاق، وموضوع عن اللغة العربية يتعلق بالأخطاء الشائعة التي تصادف الجميع.

## فريق المجلة
تشرف على «زهرة الزيتون» مجموعة من الشابات والشباب الذين يعيشون في ألمانيا بالإضافة إلى زملاء يقيمون في سوريا والسويد ويتم الإتصال بينهم من خلال الإنترنت.

## فعاليات المجلة في ألمانيا
أقامت المجلة بتاريخ 15.12.2018 فعالية ثقافية في جامعة كولن الألمانية، شارك فيها مجموعة من النشطاء والصحفين بالإضافة إلى فريق موسيقي من الألمان والمهاجرين، حيث تحدث القائمون على المجلة عن نشاطاتهم باللغة الألمانية.
وفي وقت سابق بالتزامن مع إصدار العدد الأول من المجلة، أقام فريق المجلة ندوة إعلامية للحديث عن مجلة زهرة الزيتون، وذلك في مدينة زولينغن غربي ألمانيا وسط حضور نخبة من النشطاء والإعلاميين من أبناء الجالية الكردية في ألمانيا. وفي كلمة ألقاها مدير مجلة زهرة الزيتون، تحدث عن الإقبال الكبير الذي حظيت بها المجلة منذ الإعلان عنها قبل حوالي عشرة أيام، مشيرًا إلى أن عدد المشتركين بالعدد الأول وصل إلى حوالي 700 مشترك، منوهًا أن العدد الأول لشهر أكتوبر كان مجانًا مع أجور التحويل.

## الفكرة والتمويل
جاءت الفكرة بضرورة وجود مجلة تعبر عن اللاجئين وعن مشاكلهم وآمالهم وطموحاتهم وتخاطبهم في الوقت نفسه من أجل مساعدتهم في أمورهم الحياتية والاجتماعية ضمن مجتمع جديد يعيشون به لا تتجاوز معرفتهم به سنوات محدودة.
وبالرغم من هذا المجهود الكبير فإن القائمين على المشروع آثروا تقديم المجلة مجانا بالرغم من عدم حصولهم على أية مساعدة من الجهات الحكومية، حيث ينجزون عملهم بشكل طوعي ويحاولون تغطية نفقات الطباعة والنشر الإلكتروني من جيوبهم الخاصة. ويقول علي عيسو لمهاجر نيوز، لقد صدر لغاية الآن ستة أعداد من المجلة، وإنه أمر «مرهق ماديا» بالحقيقية، إلا أننا نشعر أننا نقدم شيئا هاما للاجئين والألمان على حد سواء، ويضيف بالقول «إننا نتكلف بتجميع أي مبلغ زائد عن حاجتنا من أجل إنجاز هذه المجلة ومحاولة جعل المصروفات بالحد الأدنى وذلك من خلال تقليل الأعداد المطبوعة حاليا والاعتماد أكثر على النشر الإلكتروني». فضلا عن أن إدارة التحرير تحاول الاعتماد أيضا على عاملين متطوعين.

المراجع
1. ↑  "Olive Flower زهرة الزيتون". www.ofmagazin.com. مؤرشف من الأصل في 2018-09-27. اطلع عليه بتاريخ 2018-12-23.
2. ↑  "قضايا اللجوء تجتمع حول زهرة الزيتون". www.rozana.fm. مؤرشف من الأصل في 2019-12-13. اطلع عليه بتاريخ 2018-12-23.
3. 1 2  alyaumtv قناة اليوم، المانيا: "زهرة الزيتون"..   مجلة سورية ترسخ التعددية بين اللاجئين في المهجر، مؤرشف من الأصل في 2019-12-15، اطلع عليه بتاريخ 2018-12-23
4. 1 2  "الاعلان عن صدور العدد الاول من مجلة زهرة الزيتون في المانيا". الاتحاد برس. مؤرشف من الأصل في 2019-04-08. اطلع عليه بتاريخ 2018-12-23.
5. ↑  "مجلة زهرة الزيتون". WDR Nachrichten (بالألمانية). 28 Nov 2018. Archived from the original on 2018-12-24. Retrieved 2018-12-23.
6. ↑  Ali Isso، تقرير قناة كردستان 24 عن فعالية مجلة زهرة الزيتون في جامعة كولن ألمانيا، مؤرشف من الأصل في 2019-12-15، اطلع عليه بتاريخ 2018-12-23
7. ↑  "ندوة إعلامية حول العدد الأول من مجلة زهرة الزيتون في ألمانيا". ايزدينا | Ezdina. مؤرشف من الأصل في 2019-04-08. اطلع عليه بتاريخ 2018-12-23.
8. ↑  "مجلة زهرة الزيتون.. مزيج ثقافي بعيدا عن نمطية الحرب". مهاجر نيوز. 22 مارس 2019. مؤرشف من الأصل في 2019-03-22. اطلع عليه بتاريخ 2019-03-22.